# Aménité environnementale
 (novembre 2016).
Si vous disposez d'ouvrages ou d'articles de référence ou si vous connaissez des sites web de qualité traitant du thème abordé ici, merci de compléter l'article en donnant les références utiles à sa vérifiabilité et en les liant à la section « Notes et références ».

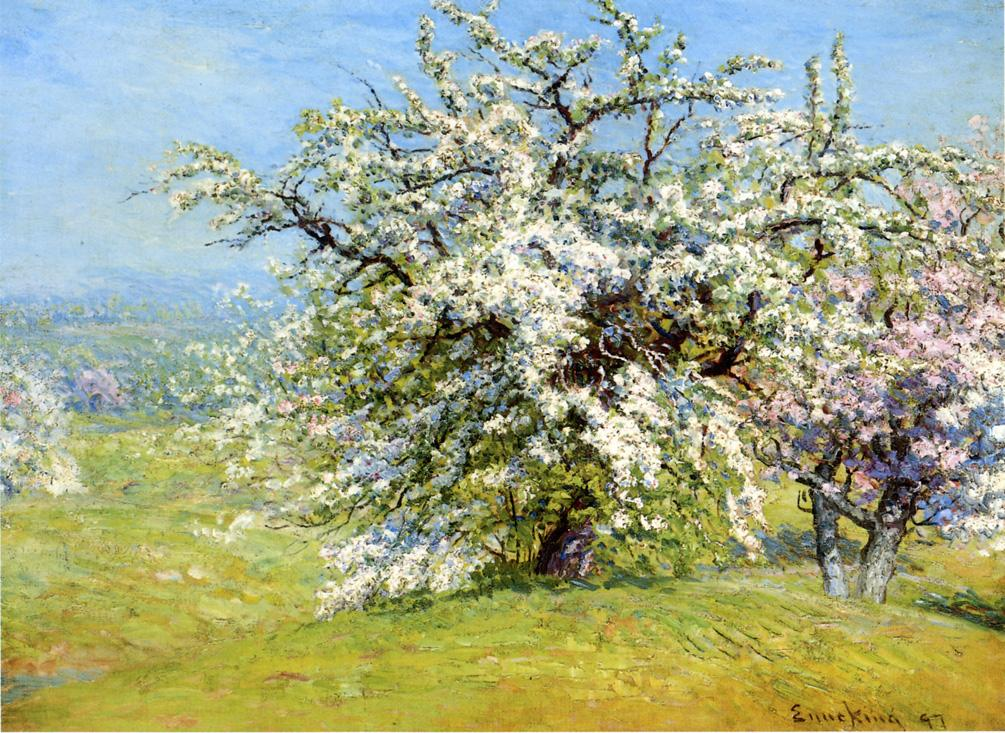
Le paysage, sa beauté, ses odeurs, le plaisir qu'il procure comptent parmi les aménités les plus anciennement citées, dès la Bible.

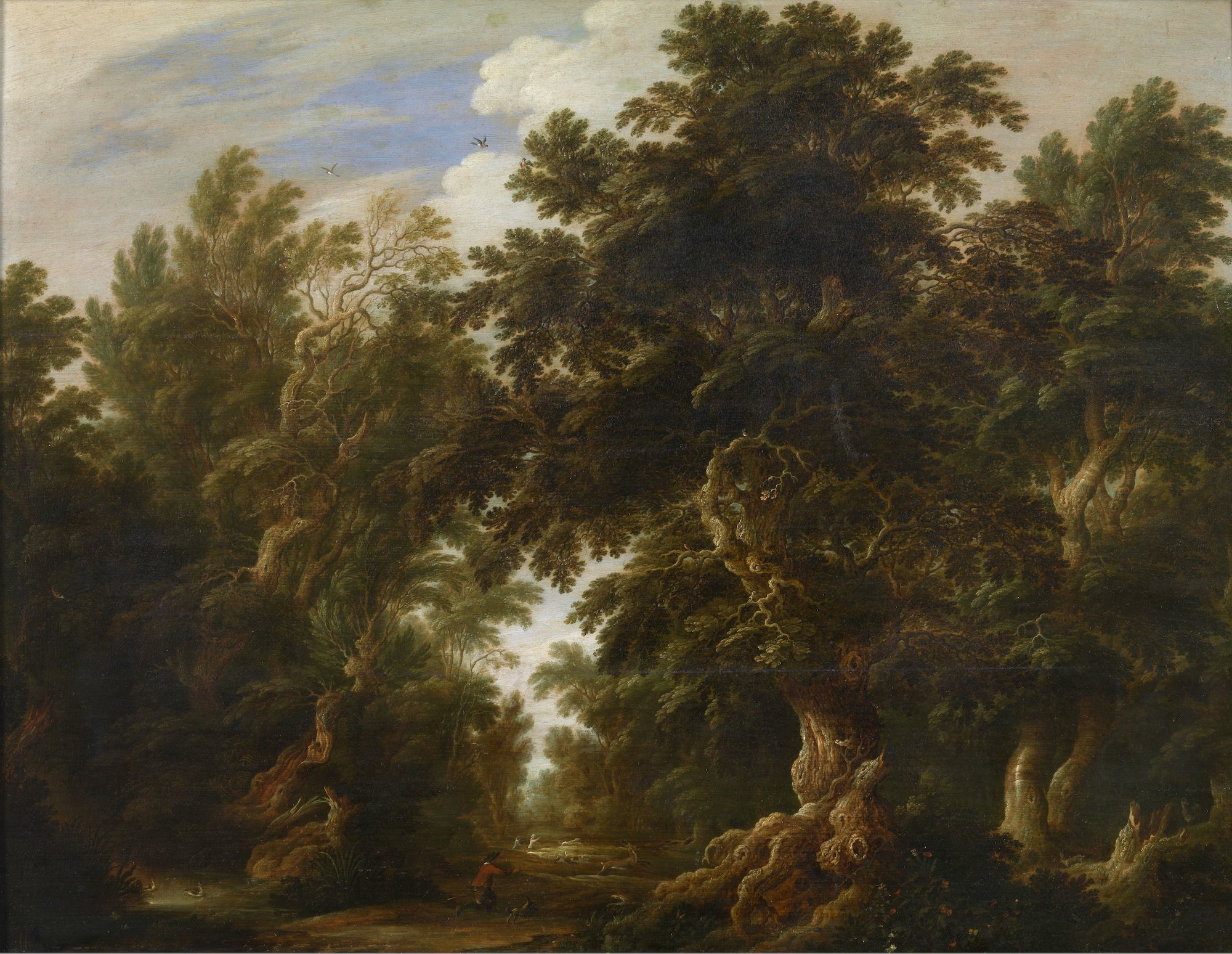
Le caractère sauvage et mystérieux de certains milieux, comme leur capacité à fournir des services (fourrages, gibier, fruits et baies, protection du bétail, production d'eau, etc.) sont depuis longtemps des facteurs d'aménité, non évalués économiquement, mais intuitivement plus ou moins perçus.

Une aménité environnementale est tout aspect de l'environnement appréciable et agréable pour l'humanité, dans un lieu ou site particulier. Il s'agit d'un bien public non nécessairement produit, qui a une valeur esthétique, identitaire ou récréative.
Les aménités environnementales sont a priori « gratuitement offertes par la nature », non quantifiables, notamment par la monnaie, et donc « inestimables » (concepts qui évoquent certains aspects du romantisme). Ce concept est intégré dans les préoccupations éthiques et de développement durable.

## Définitions
Est « amène », ce qui est aimable, agréable, qui procure ou suscite du plaisir.
Pour une personne, le mot évoque un caractère aimable, affable ou qui dénote de l'amabilité. (« Douceur accompagnée de grâce et de politesse », dit le Littré).  On parle par exemple d’une personne ou d’une nature amène, ou d’un ton ou de propos amènes. Traiter quelqu'un avec aménité, c’est le traiter avec égard, sans rudesse.
Concernant l’environnement, le mot et le concept désignent depuis longtemps l’agrément induit par la fréquentation d’un lieu ou par la simple vision d'un beau paysage. Il est de plus en plus employé par les acteurs de l’environnement et du développement durable. Le mot évoque aussi et de plus en plus l’agrément, le plaisir gratuit directement ou indirectement offert par la vision, la contemplation de la nature en tant qu’habitats naturels et écosystèmes, qui en tant que bien public a un caractère  d’intérêt public et d'intérêt général.

## Diversité
Les aménités environnementales peuvent être recherchées pour les qualités suivantes :
- la valeur de l’odeur de l’air, de la nature :  « Ça sent bon les fleurs, la forêt, les haies sauvages, la rivière, la mer » (par opposition aux gaz d’échappement, aux épandages de lisiers dans les campagnes…,  notions qui font aussi référence à la santé du corps et de l’esprit) ;
- la valeur du calme ou du silence (le bruit est la première source de plaintes pour les problèmes de proximité en France et c'est une source fréquente de conflits) ;
- la valeur de la « nuit noire », de la nocturnité (qui permet, loin des pollutions lumineuses et atmosphériques, de jouir de l’immensité du ciel étoilé, de la beauté des astres, de l’émerveillement, du sentiment d’infini, de l’invitation à la rêverie). Les astronomes et les naturalistes, comme les poètes et amis de la nature, s’inquiètent de la pollution lumineuse, qui est en forte croissance et dont les impacts sont très sous-estimés ;
- la valeur des étendues non bâties, sauvages ou peu anthropisées ;
- la valeur de l’absence de pesticides, invisibles. Leur présence a des effets visibles, moins d'insectes écrasés sur les pare-brises, moins d'insectes pollinisateurs (abeilles et autres) qui entraîne une baisse des rendements, des productions et des revenus agricoles. Leur absence a aussi des effets visibles, avec des paysages sauvages bien plus riches en oiseaux, papillons, avec une flore diversifiée et naturelle, etc. ;
- les valeurs éthiques, de respect, d’authenticité ;
- la valeur culturelle d’identité et d’appartenance ;
- la valeur d’enseignement d’un paysage, de la biodiversité ;
- la valeur liée au simple plaisir de connaître ou de comprendre les fonctions d'un paysage ou de ses éléments.

On peut aussi souhaiter la préservation « d’échantillons fonctionnels » de paysages ou d'habitats naturels (lointains ou proches), pour eux-mêmes, pour les peuples qui y vivent, pour les générations futures, pour leur faune et leur flore, sans pour autant souhaiter y aller ou qu’on puisse y accéder, mais uniquement pour les épargner (notion de sanctuarisation). Cela n’exclut pas, dans le cas des peuples autochtones, que ce patrimoine continue à être exploité et entretenu de manière « soutenable ».[réf. nécessaire]
Le plaisir est alors simplement lié à la satisfaction de savoir que ces milieux existent et sont préservés. Ainsi, avec les grandes associations environnementalistes, un nombre croissant de gens payent[réf. nécessaire] pour la protection d'espèces et de patrimoines naturels qu’ils ne souhaitent pas voir « dénaturés ».

## Identification
On parle parfois d’« option d'aménité », par exemple en sus de la valeur d'usage et de la valeur de production qu’offrent un site naturel, une espèce sauvage ou domestique. 
Certains territoires présentent – du point de vue des aménités mises en valeur par la loi Voynet, une valeur et un attrait particuliers (liés au type d’agriculture, aux éléments naturels ou bâtis, mais aussi à des représentations ressenties, symboliques, culturelles ou sociales). L’agrément de ces territoires s’analyse dans un contexte global où la diversité et les valeurs reconnues seront déterminantes (la diversité des sites, des paysages, des situations, qui s’oppose à l’uniformité, est richesse et source d’équilibre).
Paradoxe : les aménités sont devenues un facteur reconnu d’attractivité et de développement des territoires, voire de richesse économique indirecte et pour le futur, associées au dynamisme et au savoir-faire des structures d’accueil et des opérateurs.
L'aspiration à la nature se généralise, et le recours aux services rendus par les espaces naturels et ruraux en termes d’aménités est croissant pour les citadins comme pour les ruraux. Mais ceux-ci peuvent aussi contribuer à dégrader ces espaces s'il y a surexploitation ou pression excessive sur le milieu ; les transports, la construction résidentielle, la surfréquentation (saisonnière ou non), le dérangement, le bruit, l’éclairage excessif, certaines formes de signalétique et de loisir dégradent ou détruisent cette nature qu’on voudrait rendre plus proche.
Une même nature (par ex. : une zone humide), un même quartier (ancien) peuvent être respectivement vécus comme trésor inestimable pour les uns et comme insalubres et non productifs ou dégradants pour les autres. Le sentiment de plaisir procuré par un élément patrimonial varie selon la valeur que lui attribuent les époques, les usagers et les cultures.
Les coûts d'évitement consécutifs au financement par la collectivité et les particuliers des équipements "antibruit" ou pour compenser toute autre nuisance ne donnent qu’une mesure tronquée et inadéquate des compensations dites de perte d'aménité telles qu'établies par les tribunaux pour l'indemnisation de riverains ; de même pour la dévalorisation immobilière causée par une dégradation de l’environnement, telle qu'enregistrée par le marché. Il en va de même pour les dépenses sociales et de santé générées "en fin de ligne" par nombre de nuisances environnementales.
L’aménité concerne maintenant aussi explicitement la biodiversité et ses fonctions, et donc les espèces animales et végétales en tant qu’éléments des écosystèmes, et non plus seulement les paysages grandioses et/ou culturellement reconnus parce que créés « de main d’homme ».
Les approches sont toujours paysagères, mais également multi-échelle jusqu’à l’échelle du gène (cf. la valeur intrinsèque des espèces sauvages ou des races anciennes cultivées, qui ont été souvent dévalorisées par la révolution industrielle). Ainsi la trame verte nationale demandée par plusieurs groupes du Grenelle de l'environnement en 2007 intègre-t-elle cette dimension, avec aussi une dimension de restauration (il ne s'agit plus seulement de protéger les restes de nature et de beaux paysages, mais aussi de participer activement à leur cicatrisation).
Ainsi au seizième siècle déjà, Nicolas Le Huen s'exprimait ainsi (en 1517) à propos du mont Liban : « c'est un mont de beauté et d'aménité : les cèdres très hauts et  autres arbres verdoyants, en très grande multitude et merveilleuse procérité, des herbes la continuelle viridité, des oiseaux le chant amoureux par différentes curiosités, favorise » [...]. Le mont Liban « est de grande dignité et magnificence car entre les monts d'Arabie, Phénicie et Syrie, le mont du Liban, la sublimité en fécondité, en aménité, et de très bon air la salubrité, tient la seigneurie ».

## Législation
Ce concept est sous-jacent à de nombreux acts et textes juridiques aux États-Unis, où la naturalité (wilderness) était déjà un concept central lors de la création des parcs nationaux. Au Royaume-Uni plusieurs textes se réfèrent à la beauté et à la valeur des paysages naturels et des campagnes.
Ce concept est assez nouveau dans le champ juridique en France (par exemple pour la loi Voynet ou les textes à profils environnementaux régionaux), mais il transparaissait déjà dans les textes sur la protection des sites et paysages.
Tendances : l'aménité, comme la santé, tend à être considérée comme un bien commun et un droit pour tous, à restaurer ou préserver pour les générations futures. Elle devrait donc être mieux prise en compte par les études d’impact, les mesures conservatoires et les mesures compensatoires, mais aussi dans les plans locaux d'urbanisme, SCOT, directive territoriale d'aménagement et autres documents d'urbanisme, ainsi plus généralement que par l'Agenda 21.
Le mot apparaît[réf. souhaitée] dans le droit français avec la loi Voynet et ses Schémas de services collectifs (SSC). L'Avis sur le projet de décret approuvant les schémas de services collectifs comporte un paragraphe définissant le concept d'aménité.
En France de récentes circulaires et instructions du Gouvernement introduisent et encouragent la mise en place de "solutions fondées sur la nature" et font référence au concept d'aménité. A titre d'exemple en matière de gestion de la ressource en eau cette circulaire du 7 mai 2019 (projet de territoire pour la gestion de l'eau)

## Agriculture et économie
La France, avec la mise en place des contrats territoriaux d'exploitations (CTE) de la Loi d'orientation agricole (PLOA), a en théorie reconnu et outillé la reconnaissance du caractère multi-fonctionnel de l'agriculture en prévoyant,  au moins sur le papier et comme le demandait l’Europe[évasif], la rémunération de certaines aménités.   
Toutefois, la difficile quantification des coûts des mesures de protection ou des coûts du « ne rien faire », la difficulté de mesurer le « bien-être » ou le plaisir, et d’autres facteurs de ce type, (et un certain manque de volonté ?) font que les aménités, comme l’environnement, ne sont pas souvent dans les faits efficacement prises en compte par les aménageurs du territoire, en particulier agricole, sylvicole et urbain.[réf. souhaitée]
Ces biens sont non marchands. La biodiversité n'a certes pas de prix, mais son maintien a un coût. 
Le prix de marché d'un bien ou d'un service sert de signal aux spéculateurs, aux producteurs et aux consommateurs pour ajuster leurs comportements d'offre ou de demande. 
La faiblesse économique du signal, pensent certains, fait qu’il y a " surproduction " relative d'effets externes négatifs et  sous-production d'aménités positives.
On distingue généralement trois types d'aménités en économie : les aménités environnementales, les aménités historiques et les aménités sociales, les deux dernières étant souvent interdépendantes.
Il suscite un débat autour de la valeur des aménités et de leur coût d’entretien ou de restauration - sur fond de principe « pollueur-payeur » éventuellement.
Le tourisme, les loisirs ont besoin que les aménités soient conservées, développées et restaurées.[réf. nécessaire]